# Bent Hougaard
Bent Hougaard er en dansk psykolog og forfatter. Han er angiveligt manden, der fandt på udtrykket "Curlingbørn".